# Palpfly
Palpfly (Trisateles emortualis) är en fjärilsart som beskrevs av Ignaz Schiffermüller 1776. Palpfly ingår i släktet Trisateles och familjen nattflyn. Arten är reproducerande i Sverige. Inga underarter finns listade i Catalogue of Life.

## Bildgalleri

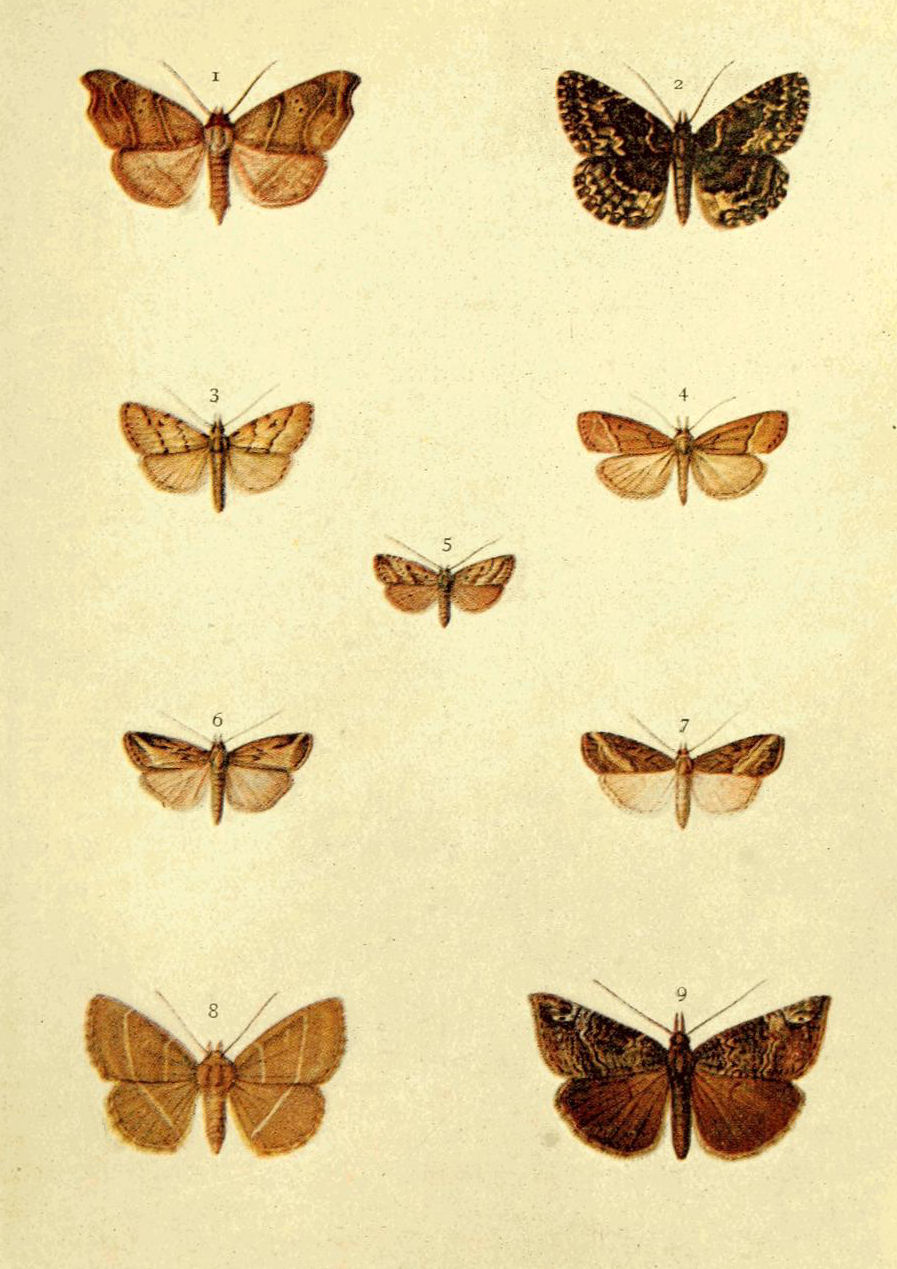